# Concorso d’Eleganza Villa d’Este

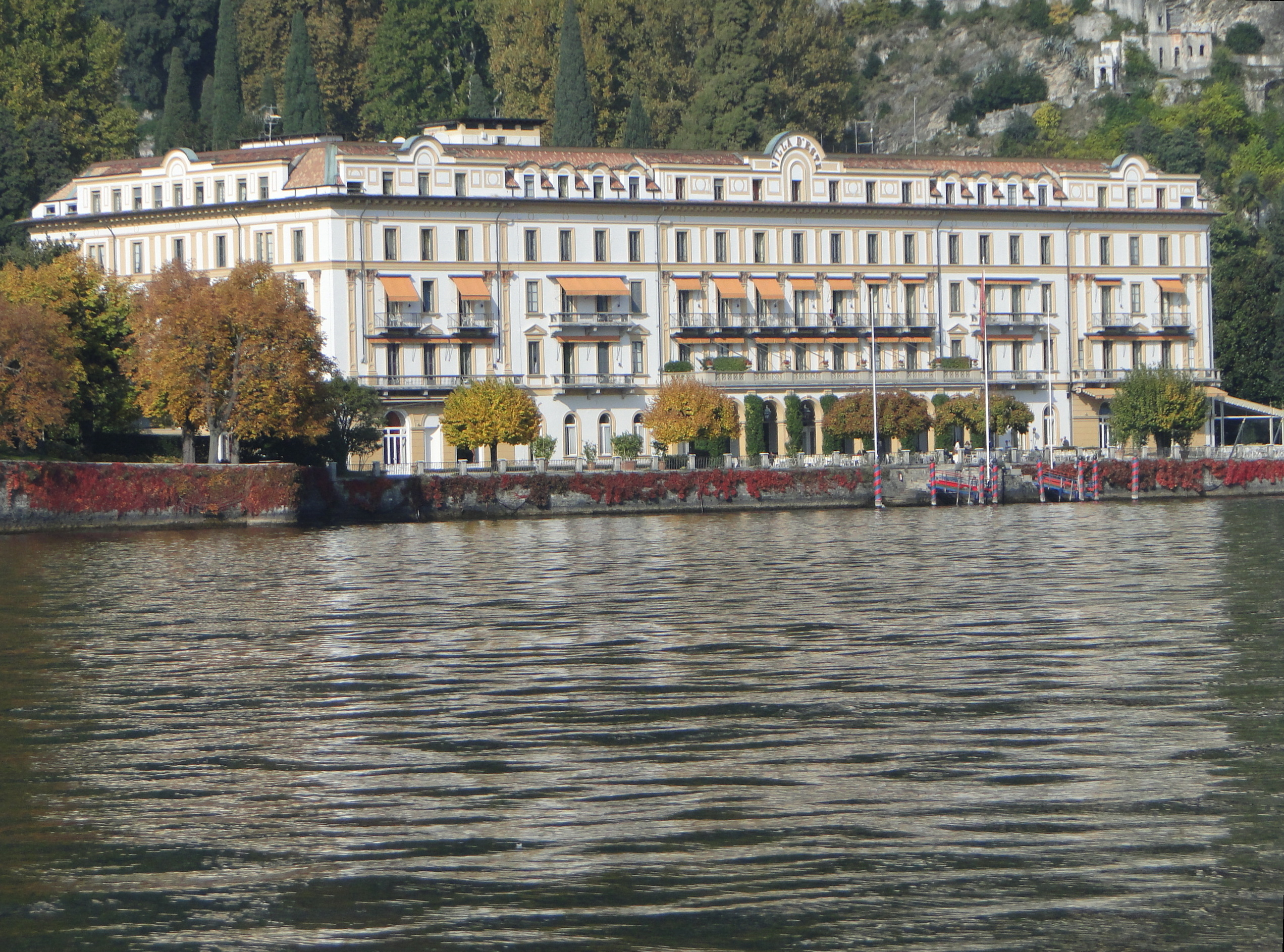
Villa d'Este in Cernobbio am Comer See

Der Concorso d’Eleganza Villa d’Este ist ein Schönheitswettbewerb für historische Automobile und Motorräder, der im Grand Hotel Villa d’Este in Cernobbio am Comer See stattfindet.

## Allgemeines

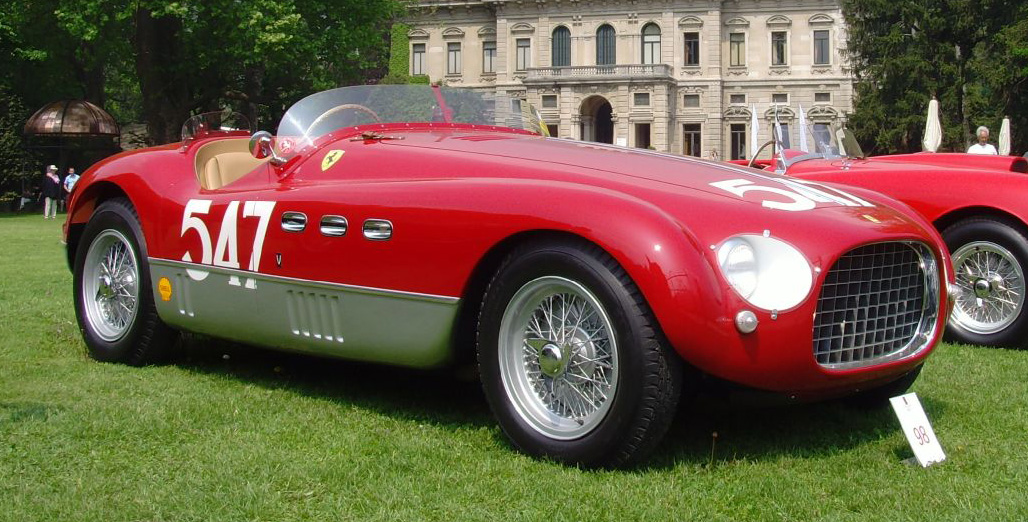
Ferrari 340MM Vignale Spyder (1953) und Ferrari 375MM Pinin Farina Spyder (1953) auf der Concorso d'Eleganza Villa d’Este. Im Hintergrund die Villa Erba

In Europa hat sich der Concorso d’Eleganza Villa d’Este zu einem Treffpunkt für Liebhaber hochwertiger klassischer Automobile entwickelt. Auch aktive Automobil-Designer suchen dort Anregungen für ihre Arbeit. Außerdem erhält die Veranstaltung durch die direkt am See gelegene Villa d’Este, ein ehemaliger Kardinalspalast mit Park, einen gepflegten Rahmen und eine gesellschaftliche Note. Am Sonntag werden Fahrzeuge für das breite Publikum auf dem Gelände der benachbarten Villa Erba gezeigt.
Die Veranstaltung findet traditionell am dritten Maiwochenende jeden Jahres statt.
Eine Jury entscheidet über die beiden Preise „Best of Show“ und „BMW Group Trophy“. Das Publikum vergibt als weiteren Preis den „Coppa d’Oro Villa d’Este“. Perfekter Zustand vorausgesetzt sind die Kriterien Schönheit, Seltenheit und Emotionalität. Bereits in früheren Jahren prämierte Fahrzeuge können nicht erneut ausgezeichnet werden. Seit 2002 werden ebenfalls zeitgenössische Prototypen oder Konzeptfahrzeuge ausgezeichnet.

## Geschichte
Die Veranstaltung fand erstmals am 1. September 1929 mit 80 Teilnehmern statt und wurde dann in loser Folge fortgesetzt. Damals wurden alljährlich herausragende Neuerscheinungen auf dem Automobilmarkt mit der Coppa d’Oro Villa d’Este prämiert. So gewann 1949 ein von dem Karosseriehersteller Touring gestylter Alfa Romeo 6C 2500 diesen Preis. Dieser Wagen ist bisher der Einzige, der den Namen Villa d’Este auch in seiner Typenbezeichnung trägt. Diese klassische Form der Veranstaltung endete im Jahr 1952.

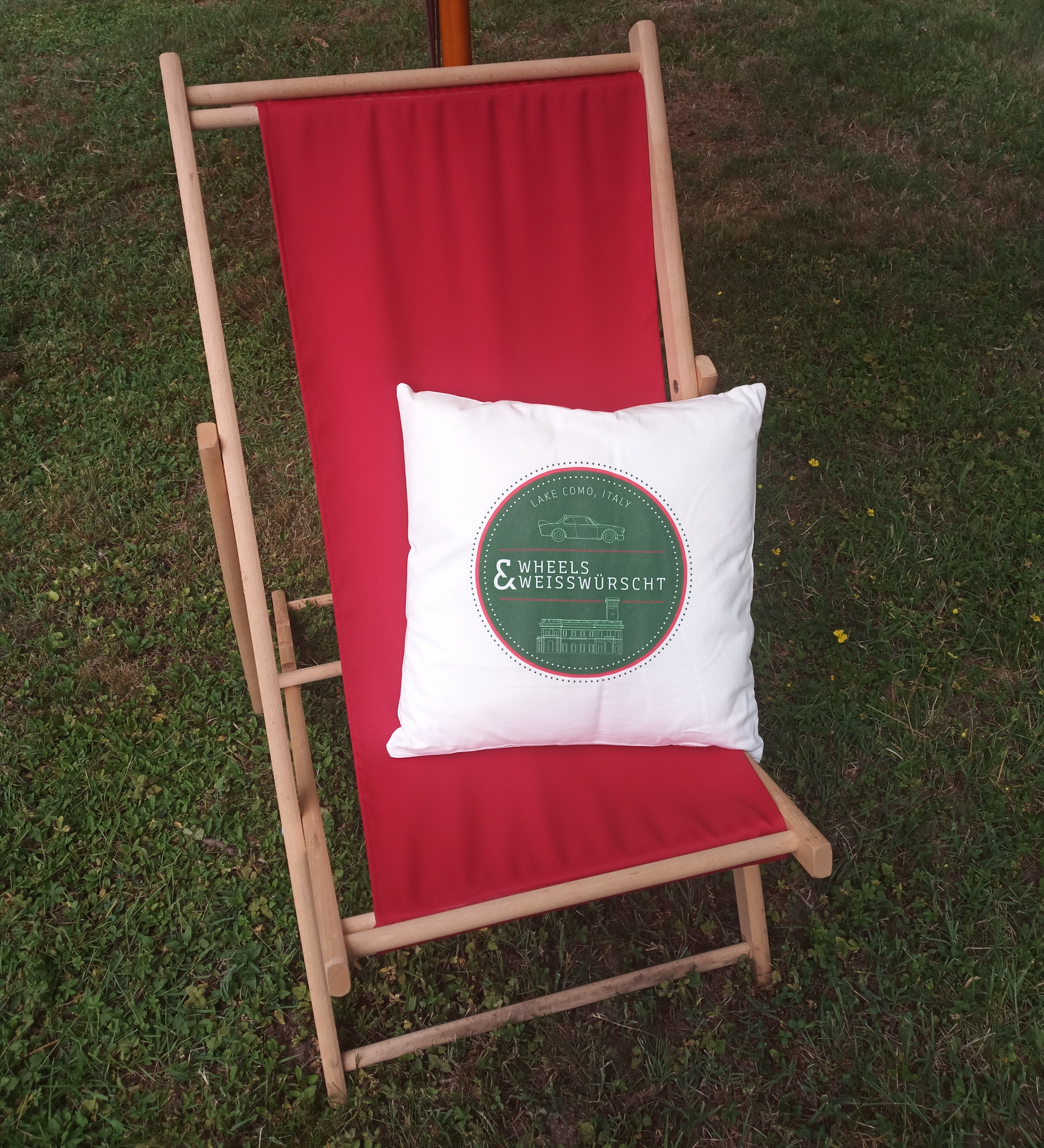
2022, Villa Erba „Wheels and Weißwürscht“

Mitte der 1980er Jahre wurde die Veranstaltung mit dem heutigen Konzept zur Prämierung von edlen Oldtimern wiederbelebt. Besitzer gepflegter alter Autos können dort auf Einladung das Ergebnis ihrer Leidenschaft zeigen. Im Jahr 1999 übernahm die BMW Group die Schirmherrschaft über die Veranstaltung. Seit 2005 veranstaltet die BMW Group Classic gemeinsam mit dem Grand Hotel Villa d’Este den Concorso d’Eleganza Villa d’Este.
Von 2011 bis 2019 fand wie beim Pebble Beach Concours d’Elegance in Kalifornien im Rahmen der Veranstaltung auch eine Oldtimer-Versteigerung statt.
2020 fiel die Veranstaltung wegen der COVID-19-Pandemie aus; 2021 wurde sie deshalb von Mai auf Anfang Oktober verlegt. Für den Kern der Veranstaltung waren nur 800 Menschen zugelassen; alle mussten geimpft sein. Sonst kommen bis zu 1200 geladene Gäste. 2022 fand der Concorso wieder im Mai statt. Neu war, dass unter dem Motto „Wheels and Weißwürscht“ Clubs aller Marken zur Villa Erba eingeladen waren; 150 Wagen waren dazu registriert worden.